# 河滨路街道
河滨路街道，是中华人民共和国湖南省怀化市洪江市下辖的一个街道，由怀化市直辖的洪江管理区实际管辖。

## 行政区划
河滨路街道下辖以下地区：
萝卜湾社区、长寨社区、回龙寺社区、中山路社区、桥东社区和老团社区。